# 수원여자대학교
수원여자대학교(水原女子大學校, Suwon Women's University)는 경기도 수원시와 화성시에 위치한 전문대학이다.

## 연혁
- 1969년 1월 6일 : 수원간호고등기술학교 설립
- 1969년 3월 31일 : 개교 및 신입생 40명 입학
- 1969년 10월 1일 : 초대학장 이병직 박사 취임
- 1971년 6월 22일 : 간호학교 지정
- 1972년 12월 18일 : 수원간호전문학교 3학급 120명 개편
- 1973년 4월 10일 : 수원간호전문학교 초대학장 이병직 박사 취임
- 1974년 6월 16일 : 본관 준공
- 1979년 1월 1일 : 수원간호전문대학 개편
- 1983년 9월 16일 : 유아교육과 신설
- 1985년 9월 27일 : 교사 이전
- 1990년 12월 10일 : 수원여자전문대학으로 교명 변경
- 1997년 9월 30일 : 부설 어린이집 개원
- 1998년 5월 1일 : 수원여자대학으로 교명 변경
- 1998년 7월 7일 : 교육부 지정 "정원자율화 대학" 선정
- 1998년 10월 27일 : 교육부 지정 "자구노력우수대학" 선정
- 1998년 11월 16일 : 정보통신부 주관 "정보통신분야 여성인력 정보화 교육기관" 선정
- 2000년 2월 28일 : 해란캠퍼스 준공
- 2000년 5월 31일 : 교육부 "주문식 교육 지원대학" 선정
- 2001년 3월 30일 : 해란캠퍼스 완공
- 2002년 1월 21일 : ISO 90001 인증(교육행정서비스 부문)
- 2002년 8월 8일 : 중국 북경대학교와 학학교류 협정 체결
- 2002년 10월 11일 : 뉴질랜드 AES 대학과 학학교류 협정 체결
- 2002년 11월 11일 : 중국 천진중의학원과 학학교류 협정 체결
- 2002년 11월 13일 : 미국 허슨대학교와 학학교류 협정 체결
- 2002년 12월 10일 : 중국 절강공정학원과 학학교류 협정 체결
- 2002년 12월 11일 : 러시아 쉐프킨대학과 학학교류 협정 체결
- 2003년 6월 10일 : 하와이 퍼시픽대학과 학학교류 협정 체결
- 2004년 3월 9일 : 몽골 KHAN GAI COLLEGE 자매결연 체결
- 2004년 11월 14일 : 대중음악과  "2004 MBC 대학가요제" SCAT 대상수상
- 2005년 5월 19일 : 학교기업 식품분석연구센터 개소
- 2005년 8월 1일 : 캐나다 Prestwick International College와 학술교류 협정체결
- 2006년 9월 1일 : 학장직속기구 사회봉사단 신설
- 2006년 11월 1일 : 수원여자대학 아동교육종합정보센터 "아이웰센터" 개원
- 2006년 11월 6일 : 수원여자대학-삼성전자 사회봉사 협약체결
- 2006년 11월 7일 : 1촌-1교-1사(화성시 우정읍, 수원여자대학, 삼성전자) 사회봉사 자매결연 체결
- 2006년 11월 21일 : 대학민국 정부인증 " 인적자원개발우수기관(Best HRD)" 선정
- 2007년 1월 17일 : 호주 Deakin University 자매결연 협정체결
- 2007년 1월 18일 : 호주 TAFE NSW - Sydney  Institute 자매결연 협정체결
- 2007년 3월 1일 : 물리치료과 신설
- 2007년 3월 19일 : 교육부 학교기업지원사업 우수기관 선정
- 2007년 3월 20일 : 미국 BUENA VISTA UNIVERSITY 자매결연 협정 체결
- 2009년 6월 16일 : 「The COMPANY of Korea 2009」 사회공헌부문 대상수상(한국소비자포럼 주최)
- 2009년 10월 2일 : 뉴질랜드 Waiariki Institute of Technology MOU 체결
- 2009년 10월 20일 : 미국 Edinboro University of Pennsylvania MOU 체결
- 2009년 10월 22일 : 식품분석연구센터 '쌀·현미 품종 검정기관' 지정(국립농산물품질관리원)
- 2010년 2월 8일: University of Winnpeg(캐나다) MOU 체결
- 2010년 3월 29일 : 2010년 전문대학 교육역량 강화사업 대학선정
- 2010년 6월 16일 : 「The COMPANY of Korea 2010」 사회공헌부문 2년 연속 대상수상
- 2010년 10월 12일 : Fanshawe College(Canada) 자매결연 협정 체결
- 2010년 11월 24일 : The Jikei Group of Colleges(Japan) 자매결연 협정 체결
- 2011년 4월 25일 : Fanshawe College (canada)와 Visiting Students Program 협정 체결
- 2011년 5월 24일 : 한국소비자신뢰기업 대상 사회공헌부문 3년연속 대상수상
- 2011년 8월 23일 : Deakin University (Australia)와 Visiting Students Program 협정 체결
- 2011년 12월 16일 : 수원여자대학교로 교명 변경
- 2012년 6월 21일 : 2012 한국 소비자의 신뢰기업 대상 4년 연속 수상(한국소비자브랜드위원회 주관)
- 2012년 10월 29일 : 교육과학기술부, 행정안전부 인증 인재개발우수기관(Best HRD)  3회 연속 선정
- 2013년 12월 30일 : 전문대학 기관평가인증 획득
- 2015년 1월 8일 : 물리치료과, 치위생과 국가고시 100% 합격
- 2015년 9월 15일 : 교육부, 인사혁신처 인증 인재개발우수기관(Best HRD)  4회 연속 선정
- 2016년 3월 10일 : 수원여대, 권선구보건소·롯데백화점수원점과 산·관·학 업무협약
- 2017년 9월 22일 : 전국여자전문대학 업무협약 체결(수원여대,경인여대,배화여대,부산여대,서울여자간호대,숭의여대,한영여대)
- 2018년 2월 14일 : 제 58회 간호사 국가고시 100% 합격
- 2018년 3월 29일 : 2018 자원봉사 부문 사회공헌 대상 수상 (디지틀조선일보 주관)
- 2018년 4월 11일 : 학교기업지원사업 4년 연속 선정 (한국산업기술진흥원)
- 2018년 7월 2일 : 전국 여자대학교 취업률 1위(4년제 포함, 2017 정보공시 '나'그룹)
- 2018년 7월 13일 : 수원여자대학교- 한국전력 서수원지사, 산ㆍ학협력 체결
- 2018년 9월 12일 : 수원여자대학교-평동행정복지센터, 지역사회 복지발전을 위한 민ㆍ관 협약체결
- 2018년 9월 13일 : 유아교육과, 교육부장관 표창(2017 교원양성기관 최우수선정 유공)
- 2018년 12월 11일 : 2019 소비자가 뽑은 한국의 영향력 있는 브랜드 사회공헌대학 부문 '대상' 수상 (주최 : TV조선)
- 2018년 12월 12일 : 치매극복 선도대학 지정
- 2018년 12월 30일 : '2018 진로교육 유공기관' 교육부장관 표창
- 2019년 3월 28일 : 2019 자원봉사 부문 사회공헌 대상 2년연속 수상 (디지틀조선일보 주관)
- 2019년 4월 12일 : 2019 대학정보공시 운영협력대학 선정
- 2019년 5월 10일 : 학교기업지원사업 5년 연속 선정
- 2019년 9월 24일 : 전국 여자대학교 취업률 2년연속 1위(4년제 포함, 2018 정보공시 '나'그룹)
- 2019년 11월 21일 : 2020 소비자가 뽑은 한국의 영향력 있는 브랜드 사회공헌대학 부문 '대상' 2년연속 수상 (주최 : TV조선)
- 2019년 12월 2일 : 2020년도 대학교 국제개발협력 이해증진사업 선정
- 2020년 1월 6일 : 수원여자대학교-절강이공대학교, 2+2 공동교육과정 협약 연장 체결
- 2020년 1월 10일 : 전국 여자대학교 취업률 3년연속 1위(4년제 포함, 2019 정보공시 '나'그룹)
- 2020년 3월 9일 : 화성시 다문화통합프로그램 사업 선정
- 2020년 4월 3일 : 2020 자원봉사 부문 사회공헌 대상 3년연속 수상 (디지틀조선일보 주관)
- 2020년 4월 22일 : 수원여자대학교-매향여자정보고등학교, 연계교육 협약식
- 2020년 4월 27일 : 수원여자대학교-호매실장애인종합복지관, 지역사회공헌활동을 위한 업무협약 체결
- 2020년 5월 12일 : 2020년 민간단체 국제교류사업 지원 공모사업 선정
- 2020년 5월 27일 : 수원여자대학교 사회봉사단-세류1동 행정복지센터, 업무협약 체결
- 2020년 12월 3일 : 2021년도 대학교 국제개발협력 이해증진사업 2년 연속 선정
- 2021년 1월 15일 : 전국 여자대학교 취업률 4년연속 1위(4년제 포함, 2020 정보공시 '나'그룹)
- 2021년 1월 22일 : 간호학과, '간호교육인증평가 5년 인증' 획득
- 2021년 2월 1일 : 제21대 장기원 총장 선임
- 2021년 2월 17일 :  간호학과, 국가고시 100% 합격
- 2021년 4월 8일 : 자원봉사 부문 '사회공헌 대상' 4년 연속 수상
- 2021년 4월 16일 : 제53회 한국도서관상 수상
- 2021년 4월 29일 : 수원여자대학교-티웨이항공, 업무협약체결
- 2021년 8월 18일 : 2021년 대학기본역량진단 일반재정지원대학 선정
- 2021년 10월 29일 : 수원여자대학교-OBS경인방송, 산학협력 협약 체결
- 2021년 11월 28일 : 수원여자대학교-kt sports, 업무협약체결

- 2018년 : 교육부 대학기본역량진단평가 결과 역량강화대학 선정 및 조건부 일반재정지원[2]

## 교육편제
2022학년도 기준 수원여자대학교 학과안내
| 간호학부          | 보건식품학부 | 사회실무학부 | 예술학부 |
| ----------------- | --- | --- | --- |
| - 간호학과(4년제) | - 치위생과(주간,야간) - 물리치료과(학사학위과정) - 보건행정과 - 식품영양과 - 호텔외식조리과 - 제과제빵과 - 바이오약용식물과(구 약용식물과) | - 유아교육과(학사학위과정) - 아동보육과 - 사회복지과(학사학위과정) - 세무회계과 - 항공서비스과 - 오피스매니저과(신설) - 패션마케팅과(구 패션브랜드매니저과) - 융합콘텐츠과 VR콘텐츠전공 - 융합콘텐츠과 방송콘텐츠전공(구 미디어영상스피치과) | - 시각디자인과 그래픽디자인전공(학사학위과정) - 시각디자인과 미디어디자인전공(학사학위과정) - 패션디자인과 - 연기영상과 - 미용예술과 헤어미용전공 - 미용예술과 피부미용전공 - 미용예술과 메이크업미용전공 - 스포츠지도과 - 실용음악과 |